# Ilex macrostigma
Ilex macrostigma là một loài thực vật có hoa trong họ Aquifoliaceae. Loài này được C.Y. Wu mô tả khoa học đầu tiên năm 1985.